# Jacques Gauthier (écrivain)
Pour les articles homonymes, voir Gauthier et Jacques Gauthier (homonymie).
Jacques Gauthier, né le 4 décembre 1951 à Grand-Mère au Québec, est un poète, essayiste et romancier québécois,.

## Biographie
Professeur à l'université Saint-Paul d'Ottawa pendant vingt ans et rédacteur aux Éditions Novalis, Jacques Gauthier est un poète, essayiste et romancier québécois. Ayant collaboré à l'émission Le Jour du Seigneur de Radio Canada, il donne des conférences et des entrevues tant au Québec qu'en France et anime régulièrement des retraites spirituelles,. 
Titulaire d'une thèse de doctorat de l'Université Laval portant sur la théopoésie de Patrice de La Tour du Pin, Jacques Gauthier est également spécialiste de Thérèse de Lisieux et publie dix livres autour de celle-ci, dont Dix attitudes intérieures (Novalis, Cerf, 2013) ainsi que Chemins vers le silence intérieur avec Thérèse de Lisieux (Parole et Silence, 2015),,.
Auteur de quatre-vingt-deux-livres (essais, poésie, récits), il fait paraître plusieurs recueils de poésie dont Ce jour qui me précède (Éditions du Noroît, 1997), L'invisible chez soi (Éditions du Noroît, 2002), L'ensoleillé (Éditions du Passage, 2008), La vie inexprimable (Éditions du Noroît, 2013) ainsi qu'Un souffle de fin de silence (Éditions du Noroît, 2017) et Le refrain des heures (Écrits des Forges, 2022),,,,,,,. 
Comme essayiste, il publie notamment Les défis du jeune couple (Le Sarment-Fayard, 1991), La crise de la quarantaine (Le Sarment, 1999), Les défis de la soixantaine, nouvelle édition (Éditions Emmanuel, 2021) ainsi que L'aventure de la foi : quinze variations (Parole et Silence, 2013),. Il publie également ''Saint Charles de Foucauld, passionné de Dieu (Éditions Emmanuel et Novalis, 2022. 
Jacques Gauthier est aussi l'auteur d'un « roman historique à saveur médiévale », Le secret d'Hildegonde, publié chez la maison d'édition Vents d'ouest en 2000.
Plusieurs de ses œuvres paraissent en France et sont traduites en plusieurs langues (espagnol, en italien, en japonais, en polonais, etc.)[réf. nécessaire]. Il a reçu le Prix littéraire Jacques Poirier (pour Chemins de retour, 2006), le Prix littéraire Le Droit (pour Un souffle de fin silence, 2018), en 2002 le Prix à la création artistique en région (Outaouais) du Conseil des arts et des lettres du Québec ainsi que le Prix du public «L'auteur de mon cœur» du Salon du livre de l'Outaouais, en 2004,. 
Jacques Gauthier obtient une audience avec le pape Jean-Paul II lors de la béatification de Mère Teresa à Rome[réf. nécessaire]. Il est aussi sélectionné par un jury international afin de réaliser une résidence d'auteur du Château Pont d'Oye en Belgique. Il a publié en 2022 En sa présence. Autobiographie spirituelle.

## Œuvres

### Poésie
- Ce jour qui me précède, Montréal, Éditions du Noroît, 1997, 103 p. (ISBN 2-89018-376-9)
- L'invisible chez soi, Montréal, Éditions du Noroît, 2002, 87 p. (ISBN 2-89018-486-2)
- L'ensoleillé, Montréal, Éditions du Passage, 2008, 81 p. (ISBN 978-2-922892-34-5)
- Au bord de la Blanche, Trois-Rivières, Écrits des Forges, 2010, 90 p. (ISBN 978-2-89645-167-8)
- La vie inexprimable, Montréal, Éditions du Noroît, 2013, 81 p. (ISBN 9782890188105)
- Un souffle de fin silence, Montréal, Éditions du Noroît, 2017, 76 p. (ISBN 9782897660697)
- Le refrain des heures, Trois-Rivières, Écrits des Forges, 2022, 104 p. (ISBN 9782896454273)

### Récits
- En sa présence. Autobiographie spirituelle, Paris, Artège, Montréal, Novalis, 2022, 336 p.

### Roman
- Le secret d'Hildegonde, Hull, Vents d'ouest, 2000, 165 p.  (ISBN 2-89537-012-5)

### Essai
- Les défis du jeune couple, Paris, Le Sarmant-Fayard, 1996, 183 p. (ISBN 2-86679-076-6)
- La crise de la quarantaine, Paris, Le Sarmant-Fayard, 1999, 154 p. (ISBN 286679222X)
- Les défis de la soixantaine, Paris, Presses de la Renaissance, 2009, 155 p. (ISBN 978-2-7509-0429-6)
- Thérèse de Lisieux, Montréal, Novalis, 2013, 107 p. (ISBN 9782896466320)
- Dix attitudes intérieures : la spiritualité de Thérèse de Lisieux, Montréal, Novalis, 2013, 180 p. (ISBN 9782896465712 et 9782204100939)

## Prix et hommages
- 1984 - Récipiendaire : Prix Marcel-Panneton (pour Au clair de l'œil)[17]
- 1997 - Récipiendaire : Prix de l'Alliance française Ottawa-Hull (pour Ce jour qui me précède)
- 2000 - Récipiendaire : Prix littéraire Outaouais / Café Quatre Jeudis (pour L'empreinte d'un visage)
- 2002 - Récipiendaire : Prix Exigence-littérature de France (pour L'invisible chez-soi)
- 2002 - Récipiendaire : Prix à la création artistique en région (Outaouais) du Conseil des arts et des lettres du Québec[1]
- 2004 - Récipiendaire : Prix du public L'auteur de mon cœur au Salon du livre de l'Outaouais, catégorie adulte[1]
- 2005 - Récipiendaire : Prix littéraire Jacques Poirier (pour Chemins de retour)[18]
- 2018 - Récipiendaire : Prix littéraire Le Droit en poésie (pour Un souffle de fin silence)[19],[20]